# Øm Klosters Krønike
Øm Klosters Krønike (egentlig: Exordium monasterii quod dicitur Cara Insula = "Begyndelsen til det kloster, som kaldes den Kære Ø") er en beretning på middelalderlatin, som findes bevaret i det oprindelige håndskrift på Det kongelige Bibliotek. Dette, at krøniken er bevaret uden afskrifter med de fejl og ændringer, dette vil medføre, gør den til en af dansk middelalders sikreste kilder.  Her kan man røre ved det oprindelige pergament, som munkene skrev deres beretning på. Krøniken er nedskrevet i årene 1165 til 1267 af skiftende munke, og den er en beretning om munkenes liv og arbejde på Cara Insula (Øm Kloster).
Krøniken er således et levn fra sin tid, og den er en samtidig en beretning om de forhåbninger og de fortrædeligheder, som munkene oplevede igennem 100 år. Historikerne har haft skiftende opfattelser af krønikens brugbarhed som kilde til dansk højmiddelalder. Erik Kjersgaard omtalte skriftet som en god historie i Politikens Danmarkshistorie, mens Niels Skyum-Nielsen i sin disputats foretrak at afsløre alle de steder, hvor krønikeskriverne ikke fortalte hele sandheden. Brian Patrick McGuire opfatter krøniken som munkenes beretning om deres forbundethed med klostret. 
Krøniketeksten blev oversat af Jørgen Olrik, og denne oversættelse blev offentliggjort i sin 2. udgave i 1932. Jørgen Olrik, Jacob Isager og Holger N. Garner udsendte en 3. udgave af oversættelsen i 1997.

## Eksterne links
- Brian Patrick McGuire: Kærlighed til reglen og til stedet: Øm Klosters Krønike, i Øm Kloster Museum: Artikler i anledning af Øm Kloster Kirkes 750 års jubilæum den 31. oktober 2007 (Webside ikke længere tilgængelig)